# Aucoumea klaineana

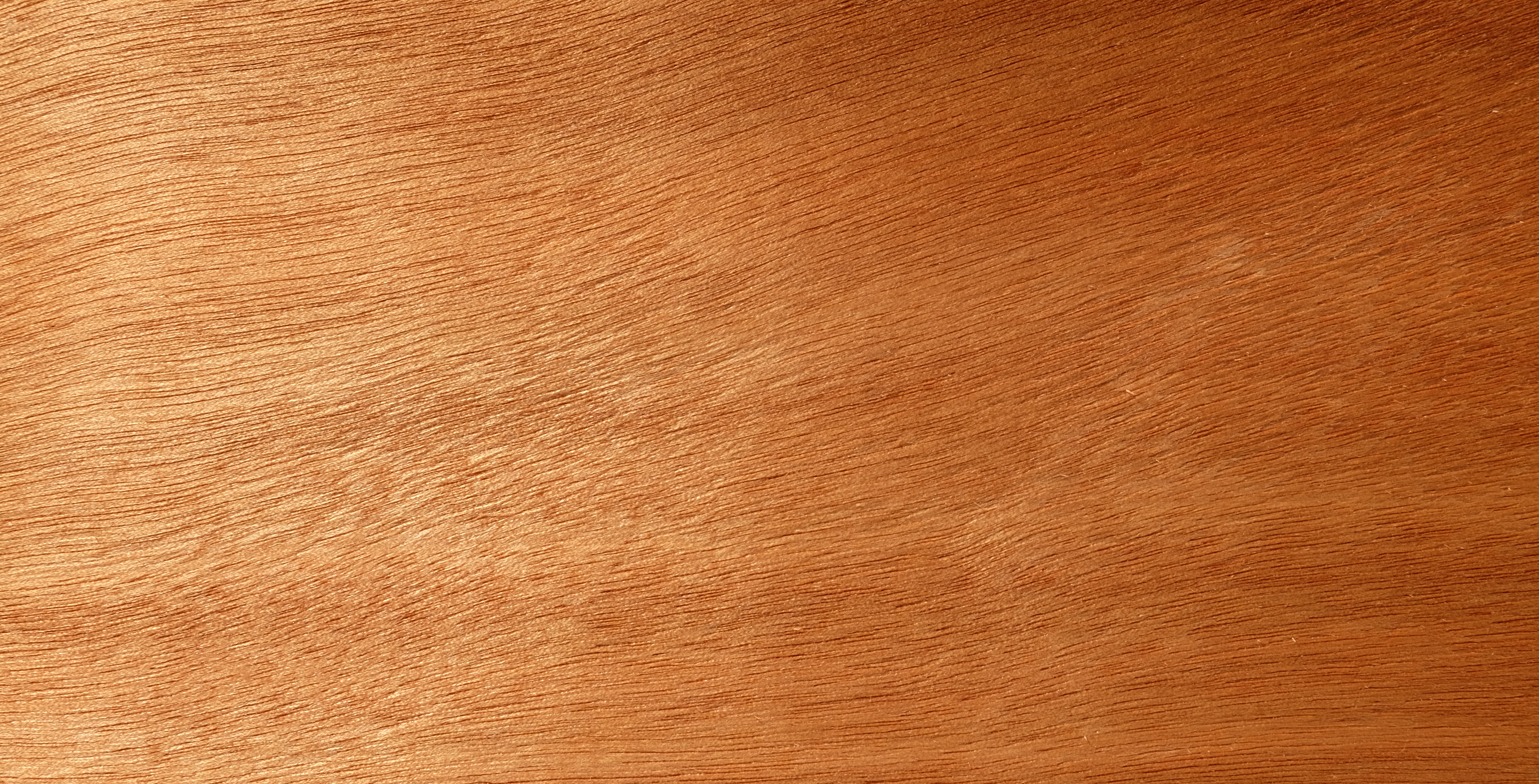
Okoumé (Aucoumea klaineana)

Aucoumea  es un género monotípico de planta  perteneciente a la familia Burseraceae. Su única especie Aucoumea klaineana es originaria de África.

## Descripción
Es un árbol, dioico que alcanza un tamaño de 35-50 (-60) m de altura, con fuste cilíndrico, de 2 m de diámetro, a veces retorcido, ± reforzado hasta los 2-3 m de altura, corteza con olor a trementina.
Es un árbol que puede llegar a alcanzar 30-40 m de altura, con un tronco de 1-2.5 m de diámetro.

## Distribución
Es una especie procedente del centro de África.

## Ecología
Está asociado en el bosque con Lophira alata, Sacoglottis gabonensis, y se encuentra en cultivos, claros, campo abierto, a los lados del camino, bordes de sabanas, gregario, a una altitud de 1-550 metros

## Usos
Es el árbol maderero más importante en Gabón y proporciona la mayor parte de las maderas exportadas para hacer cajas de cigarros y embalajes, madera contrachapada, muebles y construcción naval. Las primeras muestras de madera fueron recogidas por Savorgnan de Brazza en 1883.
Su madera se utiliza en carpintería y se conoce con el nombre de ocume, okume, okumé u okumen. 
El okume laminado se usa abundantemente en Europa para carpintería de ventanas. Otros aplicaciones comunes son las chapas decorativas, tableros contrachapados, carpintería de interior, mobiliario y ebanistería y barcos de recreo.
Es cultivado en las plantaciones cerca de Kribi, Camerún. Introducido también en Costa de Marfil.
La corteza contiene una resina con olor a trementina y es utilizable en antorchas y como incienso.
Es usado como planta medicinal contra la diarrea, disentería, y generalmente para paliar las molestias del ciclo menstrual.

## Taxonomía
Aucoumea klaineana fue descrita por (Oliv.) Nied. y publicado en Bulletin Mensuel de la Société Linnéenne de Paris (sér. 2) 1: 1241. 1896.